# Videodisco
Un videodisco es un disco que tiene grabado vídeo. Tipos y pequeños resúmenes para PAL:
Analógicos:
- Laser disc (algunas pistas de audio son digitales)
- CED (Desarrollado por RCA y descontinuado a mediados de los ochenta)

Digitales:
- Basados en discos DVD:
  - DVD video
  - cDVD
- Basados en discos CD:
  - CDI CD interactivo
  - VCD 352×288 resolución parecida a VHS.
  - CVCD VCD no estándar, bitrate variable.
  - SVCD 480×576 calidad y versatilidad cercana a DVD, poca duración por disco.
  - CVD 352×576 optimización cuando la resolución vertical es poco importante.
  - KVCD MPEG 1 o 2 modificando la cuantización.
  - miniDVD Un CD con vídeo en calidad de DVD, es decir 720×576 y altos bitrates.
  - CD con vídeos en DivX o Xvid muy populares, son solo compatibles con reproductores DVD con MPEG-4 y ordenadores, resoluciones variables.
- Basados en otros discos y actualmente en dura competencia por la supremacía:
  - HD DVD : DVD de alta definición.
  - Blu-ray: DvD de láser azul.

- Datos: Q5818136